# Ernesto Cardenal

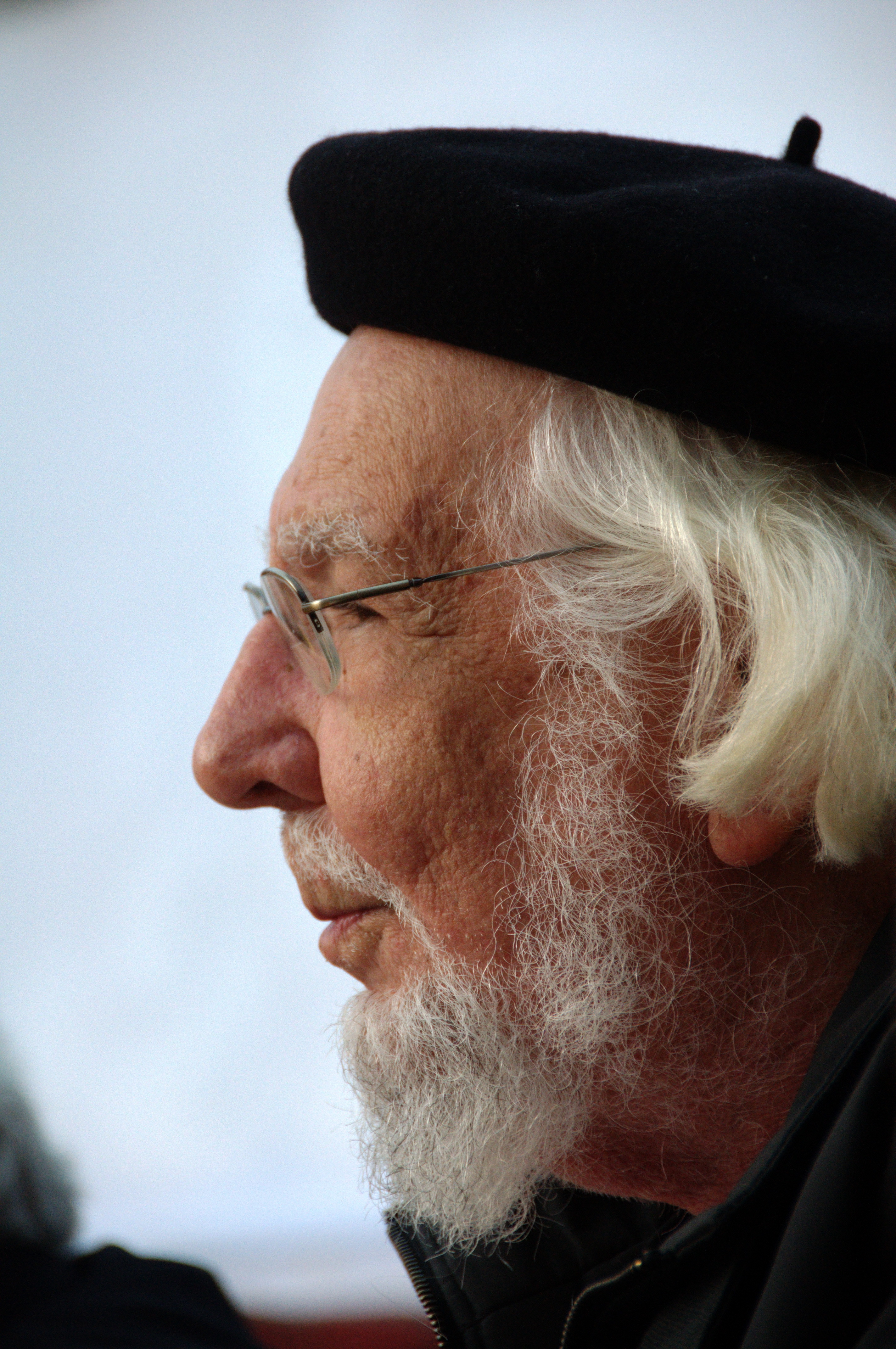
Ernesto Cardenal (2009)

Ernesto Cardenal Martínez (* 20. Januar 1925 in Granada, Nicaragua; † 1. März 2020 in Managua, Nicaragua) war ein nicaraguanischer  römisch-katholischer Priester, sozialistischer Politiker und Dichter. Im Zuge der erfolgreichen Revolution in Nicaragua durch die Frente Sandinista de Liberación Nacional (FSLN) war er zwischen 1979 und 1987 Kulturminister des Landes. Cardenal gilt neben Rubén Darío als einer der bedeutendsten Dichter Nicaraguas.

## Leben

### Herkunft und Weg bis zur Priesterweihe
Ernesto Cardenal stammte aus einer wohlhabenden Familie der Oberschicht Nicaraguas. Sein Urgroßvater mütterlicherseits Jakob Taifel war jüdischer Herkunft. Sein Bruder Fernando Cardenal war Jesuit. Der 1978 ermordete Verleger Pedro Chamorro war ein Cousin. Ernesto besuchte zunächst die Schule in León, dann kehrte er als Schüler des Jesuitenkollegs nach Granada zurück. In diese Zeit fielen erste schriftstellerische Versuche – meist elegische Liebesgedichte.
Von 1942 bis 1946 studierte er Philosophie und Literaturwissenschaft an der Nationalen Autonomen Universität von Mexiko, anschließend bis 1949 an der Columbia University in New York. In den Jahren 1949 und 1950 bereiste er Italien, Spanien und die Schweiz. Ende der 1950er Jahre schloss er ein Theologie-Studium in Mexiko und Kolumbien an.
Cardenal hatte auch als Student seine schriftstellerische Arbeit weitergeführt, wobei er dem Lyrikerkreis um Coronel Urtecho und Martinez Rivas nahestand. Politisch engagiert beteiligte er sich bereits während seines Studiums an revolutionären Bewegungen. Nach einer Europareise kehrte er 1952 nach Nicaragua zurück, setzte dort seine literarische Arbeit fort und fand im selben Jahr Anschluss an die oppositionelle Jugendbewegung UNAP. 1954 beteiligte er sich aktiv an der April-Revolution gegen den Diktator Anastasio Somoza García, die vorzeitig verraten wurde und mit dem Tod vieler seiner Freunde endete. Cardenal entkam nur mit Mühe einem Massaker Somozas, gegen den er mit literarischen Mitteln, unter anderem mit einem Schmähgedicht, gekämpft hatte.
1956 musste er das Land verlassen. 1957 trat er in das Trappistenkloster Gethsemani in Kentucky ein. Dort wurde er zwei Jahre lang vom Dichtermönch Thomas Merton als Novizenmeister begleitet. Im Kloster entstand sein Buch Vida en el amor (1959, dt. 1971, Das Buch von der Liebe). Es wurde in 18 Sprachen übersetzt. 1959 brach er aus Gesundheitsgründen sein Noviziat ab und verließ Gethsemani.
Danach war Cardenal zwei Jahre lang Gast der Benediktinerabtei Santa Maria de la Resurrección in Cuernavaca (Mexiko). Er studierte dort katholische Theologie – unter anderen bei Ivan Illich. Ab 1961 führte er dieses Studium in Medellín (Kolumbien) fort, wo er später als Lehrer am Seminario de Cristo Sacerdote von La Ceja tätig war. In dieser Zeit schrieb er die Salmos (1969; dt. 1979, Psalmen), die noch heute als ein poetischer Ausdruck von Anliegen der Befreiungstheologie gelten und später in etwa 20 Sprachen übersetzt worden sind.
1965 wurde Ernesto Cardenal in Managua zum Priester geweiht.

### In Solentiname

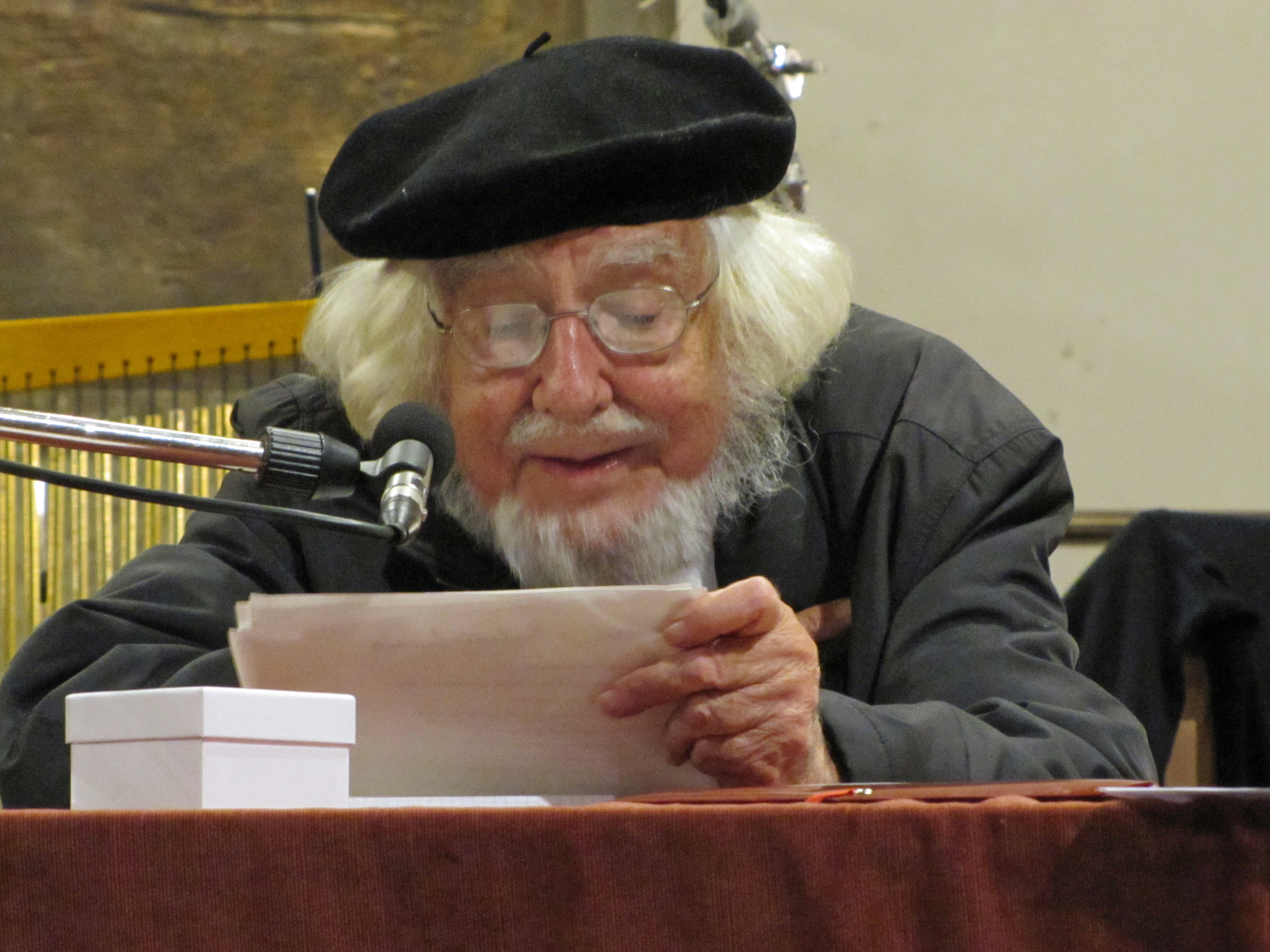
Ernesto Cardenal in Frankfurt am Main (2012)

Ein halbes Jahr später gründete Cardenal zusammen mit dem Schriftsteller William Agudelo eine nach urchristlichen Vorstellungen ausgerichtete Kommune auf der Insel Mancarrón in der Solentiname-Gruppe des Großen Sees von Nicaragua. Dort schrieb er sein in Deutschland bekanntestes Buch: Das Evangelium der Bauern von Solentiname (1975; dt. 1977). 1970 ging er für mehrere Monate nach Kuba, wo sein Kubanisches Tagebuch (1972; dt. 1980) entstand. 1973 besuchte er erstmals die Bundesrepublik Deutschland.
Am 13. Oktober 1977 besetzte er mit einer Gruppe Bauern aus Solentiname die Kaserne der Guardia Nacional de Nicaragua von San Carlos. Die Einrichtungen in Solentiname wurden kurz darauf von den Soldaten Somozas zerstört. Cardenal ging nach Costa Rica ins Exil und schloss sich der sandinistischen Befreiungsfront FSLN an.

### Zurück in Nicaragua bis zum Ende der politischen Karriere
Am 19. Juli 1979, dem Tag des Sieges der Nicaraguanischen Revolution über Anastasio Somoza Debayle, kehrte Cardenal nach Nicaragua zurück und wurde zum Kulturminister der neuen sandinistischen Regierung ernannt. Er setzte sich für eine „Revolution ohne Rache“ ein und initiierte eine umfassende Alphabetisierungskampagne für die fast 70 Prozent Analphabeten des Landes.
Ehe Cardenal 1979 nach Nicaragua zurückkehrte, hatte er im April im Iran den Revolutionsführer Ajatollah Chomeini besucht; dies wiederholte er 1989, als Chomeini bereits im Sterben lag. Beim Besuch von Papst Johannes Paul II. im März 1983 in Managua verweigerte dieser öffentlich dem vor ihm knienden Cardenal den Segen und ermahnte ihn stattdessen mit erhobenem Finger, „seine Situation zu regeln“, womit er auf das politische Engagement Cardenals sowie seine Nähe zur Befreiungskirche anspielte. Diese öffentliche Geste wurde allgemein als Bloßstellung verstanden. Beim Papstbesuch in Nicaragua hatten zuvor Sandinisten den Papst bei seiner Predigt lautstark niedergeschrien. Anfang 1985 wurde er von Johannes Paul II. wegen seiner politischen Tätigkeit in der FSLN von seinem Amt als katholischer Priester suspendiert. Cardenal bemühte sich nie um eine Rückgängigmachung dieser kirchlichen Sanktionen. Sein Bruder, der Jesuitenpater Fernando Cardenal, der im Juli 1984 als Erziehungsminister in die nicaraguanische Regierung eingetreten war, war bereits im Dezember 1984 aus dem Jesuitenorden ausgeschlossen worden.
Als der Ost-Berliner Magistrat 1985 auf der Suche nach einem nicaraguanischen Künstler für die Herstellung eines Wandgemäldes war, schlug Cardenal – damals Kulturminister von Nicaragua – den Nationalpreisträger für naive Kunst Nicaraguas, Manuel García Moia, vor.
Bis zur Auflösung des Ministeriums 1987 hatte Ernesto Cardenal das Amt des Kulturministers inne. Cardenal war zur Zeit der FSLN-Herrschaft zusammen mit seinem Bruder Fernando und anderen Katholiken und Protestanten in der linksgerichteten Volkskirche (iglesia popular) engagiert und stellte ihre bekannteste Führungsfigur im Ausland, hauptsächlich in Deutschland, dar. 1988 gründete er mit Dietmar Schönherr das internationale Kultur- und Entwicklungsprojekt Casa de los tres mundos in Granada. 1990 gewann das Wahlbündnis UNO (Unión Nacional Opositora) unter der Führung von Violeta Chamorro die Parlamentswahlen. In der neuen Regierung kooperierten die moderaten Kräfte beider Seiten miteinander. 1994 verließ Ernesto Cardenal aus Protest gegen den seiner Ansicht nach autoritären Führungsstil die FSLN von Daniel Ortega. Er stellte aber gleichzeitig klar, dass er sich weiterhin als „Sandinisten, Marxisten und Christen“ verstehe.

### Nach dem Ende der politischen Karriere

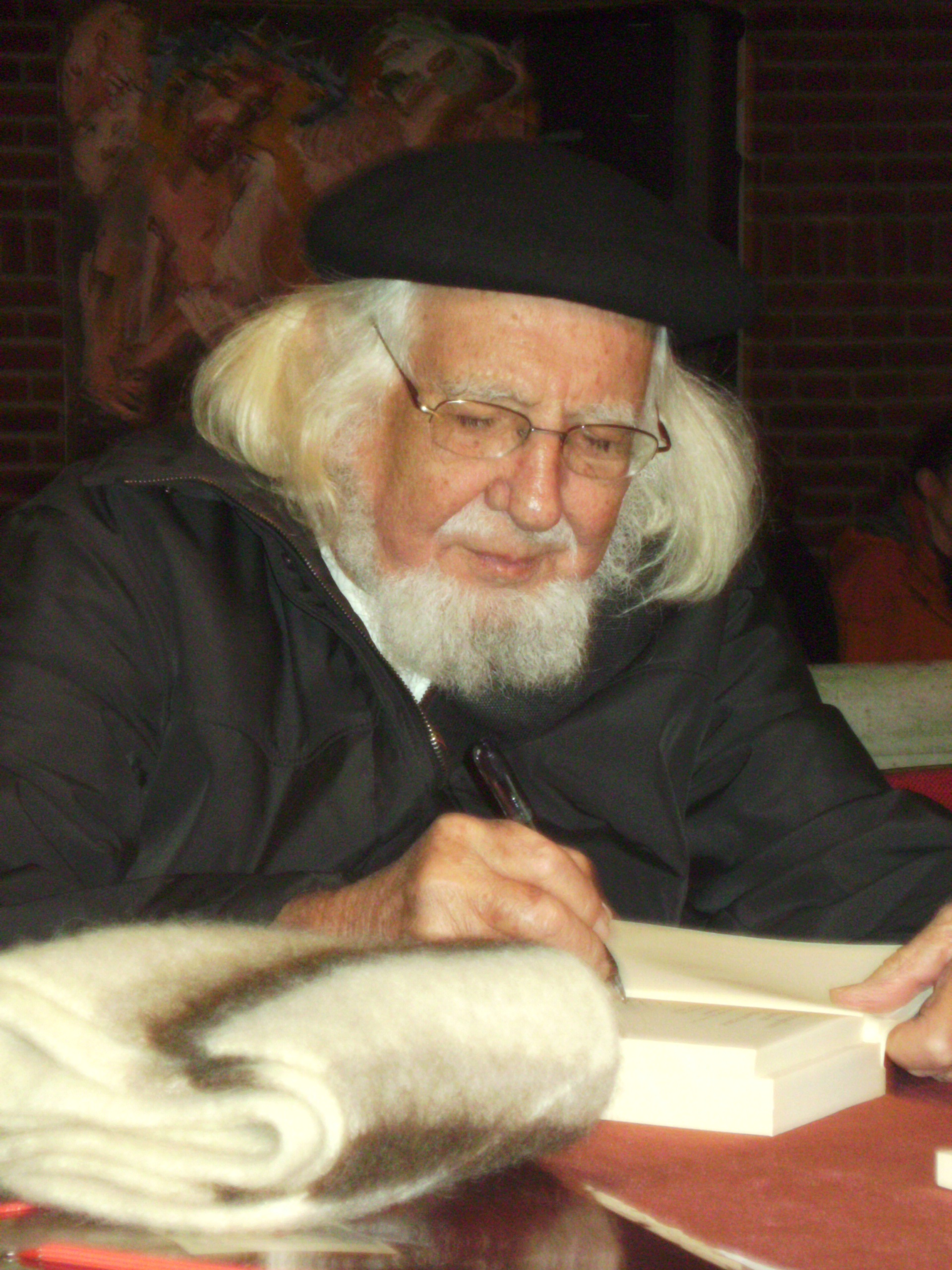
Cardenal bei einer Lesung im März 2010 in der Kreuzkirche (München)

Im Januar 1998 wurde gegen ihn ein Haftbefehl wegen Landfriedensbruchs, Diebstahls, Sachbeschädigung und Mitgliedschaft in einer kriminellen Vereinigung erlassen, jedoch bald wieder aufgehoben. Anlass dafür war die angebliche „Besetzung“ eines Grundstücks durch Mitglieder der von Cardenal geleiteten Stiftung „Vereinigung für die Entwicklung von Solentiname“.
Nach seinem Ausscheiden aus der aktiven Parteiarbeit konzentrierte sich Cardenal wieder auf sein lyrisches Schaffen. Neben den USA war er dabei auch in Deutschland unterwegs, um sein Werk vorzustellen. Einen großen fragmentarischen Gedichtzyklus legte er Anfang der 1990er Jahre mit dem Werk Cántico Cósmico vor, der 1995 unter dem Titel Gesänge des Universums in deutscher Sprache erschien. Bereits wenige Jahre nach seinem Erscheinen wurde das Werk als ein Meilenstein der lateinamerikanischen Literatur gewürdigt.
Nach einer Europa-Tournee im Jahr 2008 musste Cardenal die Rückkehr in seine Heimat absagen, da ihm dort eine Strafe drohte. Er hatte die Amtsführung und den Lebensstil von Nicaraguas Staatspräsident Daniel Ortega öffentlich kritisiert. Daraufhin wurde er bei der Wiederaufnahme eines 2005 eingestellten Prozesses wegen Verleumdung zur Zahlung einer Geldstrafe verurteilt, weigerte sich aber, diese zu zahlen, weshalb in der Folge seine Konten gesperrt wurden. Cardenal hatte seither nicht nachgelassen, den Machtmissbrauch durch Ortega und dessen Frau Rosario Murillo und das Ausmaß ihrer Korruption anzuprangern. 2018 sagte er: „Daniel Ortega und seine Frau Rosario Murillo haben sich das ganze Land angeeignet, Justiz, Polizei und Militär eingeschlossen, ihre Macht ist unbegrenzt.“
Cardenal war in unterschiedlichen gesellschaftlichen Initiativen engagiert. Mit dem venezolanischen Präsidenten Hugo Chávez pflegte er freundschaftliche Beziehungen. In Deutschland wuchs seine Bekanntheit durch seine Lese-Reisen mit den Musikern der Grupo Sal.
Am 18. Februar 2019 gab Erzbischof Waldemar Sommertag, der vatikanische Nuntius in Nicaragua, bekannt, dass Papst Franziskus die Sanktionen gegen Cardenal beendet habe und Cardenal „mit Wohlwollen die Absolution von allen kanonischen Zensuren“ erteilt worden sei, seine Rückkehr in den priesterlichen Dienst wurde auch von Managuas Weihbischof Silvio Báez bestätigt, der erklärte: „Ich habe meinen Priesterfreund, Pater Ernesto Cardenal, im Krankenhaus besucht, mit dem ich einige Minuten sprechen konnte. Nachdem ich für ihn gebetet hatte, kniete ich an seinem Bett und bat um seinen Segen als Priester der katholischen Kirche, dem er freudig zustimmte. Ich danke dir, Ernesto!“
Cardenal wurde im Februar 2020 wegen einer Niereninsuffizienz in einem Krankenhaus in Managua behandelt und starb dort am 1. März. Das Requiem in der Kathedrale von Managua am 3. März 2020 störten Anhänger der Ortega-Diktatur, die vor Beginn des Gottesdienst einen Großteil der Kirche in Beschlag genommen hatten, indem sie „Verräter“ und „Es lebe Daniel!“ riefen. Wegen der zu befürchtenden Folgen bei der Beisetzung musste diese einen Tag vorgezogen werden und geschah unter Ausschluss der Öffentlichkeit in Anwesenheit von nur zehn Personen.

## Auszeichnungen und Ehrungen

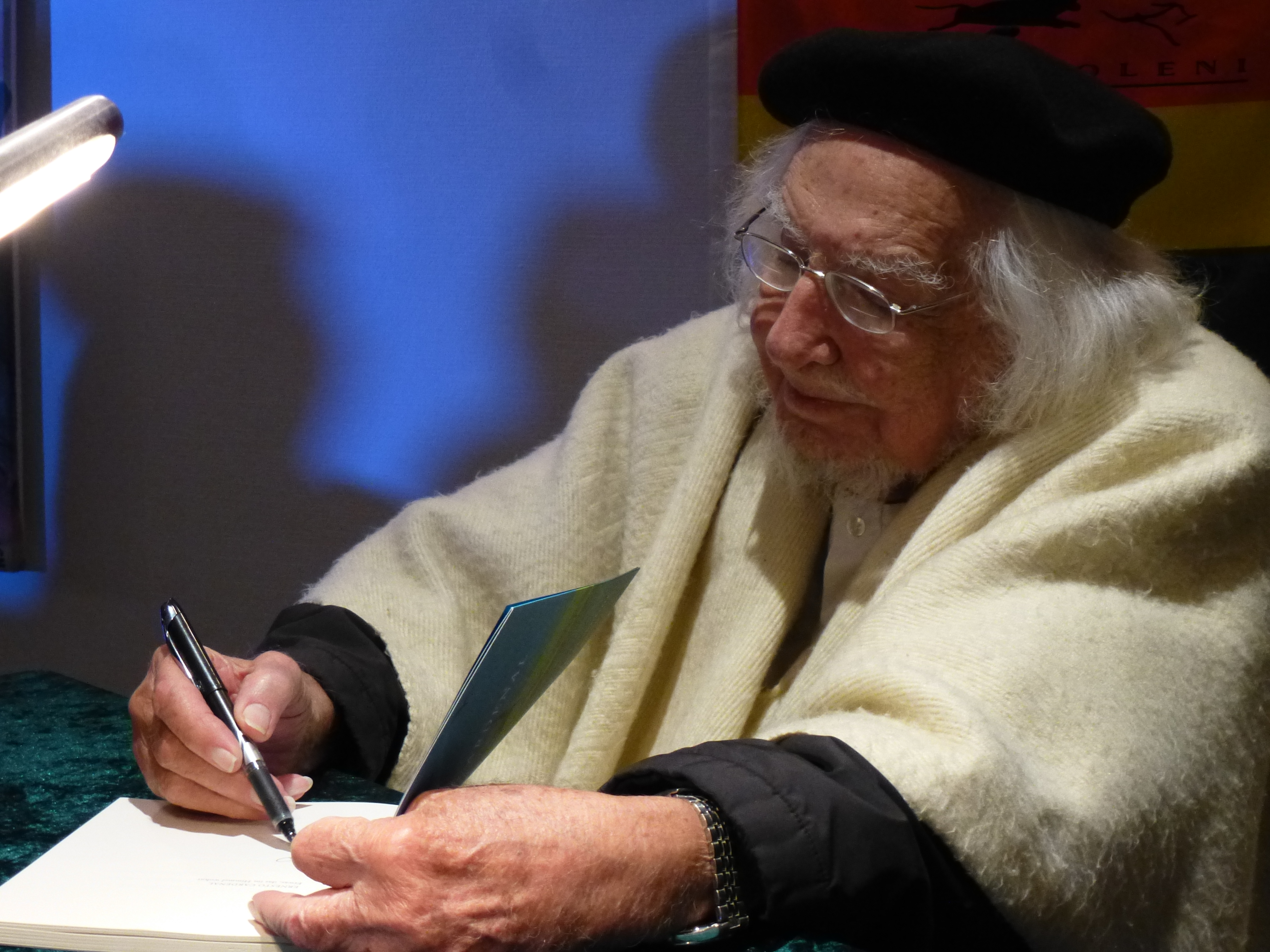
Ernesto Cardenal im November 2014

- 1980: Friedenspreis des Deutschen Buchhandels[22]
- 1985: Ehrendoktorwürde der Humboldt-Universität zu Berlin[23]
- 2003: José-Marti-Orden[24]
- 2005: Nominierung für den Literaturnobelpreis
- 2009: Premio Iberoamericano de Poesía Pablo Neruda[25]
- 2009: GLOBArt Award in der Klosterkirche Pernegg.[26]
- 2010: Österreichisches Ehrenkreuz für Wissenschaft und Kunst I. Klasse[27]
- 2012: Premio Reina Sofía[28] (Königin-Sofia-Preis für Iberoamerikanische Literatur) für sein Lebenswerk
- 2012: Ehrendoktorwürde der Universität Huelva[29]
- 2014: Theodor-Wanner-Preis für den Dialog der Kulturen, 25. Juni 2014[30]
- 2017: Ehrendoktorwürde der Bergischen Universität Wuppertal[31]

## Werke in deutschsprachigen Ausgaben (Auswahl)

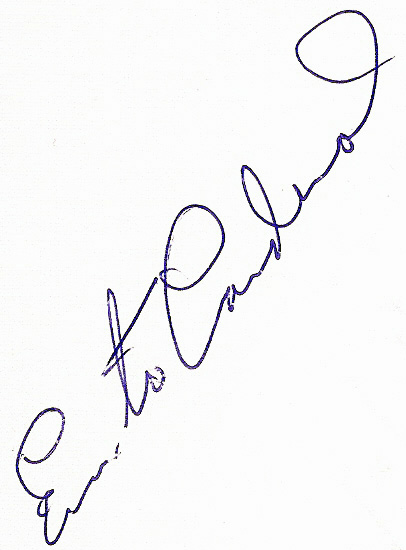
Autogramm von Ernesto Cardenal

- Zerschneide den Stacheldraht. Südamerikanische Psalmen. Mit einem Nachwort von Dorothee Sölle. Wuppertal 1967.
- Das Buch von der Liebe. Lateinamerikanische Psalmen. Gütersloh 1971.
- Gebet für Marilyn Monroe und andere Gedichte. Nachwort: Kurt Marti. Wuppertal 1972.
- In Kuba. Bericht von einer Reise. Wuppertal 1972.
- Das Evangelium der Bauern von Solentiname. 2 Bände. Wuppertal 1976/1978; Neuausgabe 1991, ISBN 3-87294-163-1.
- Meditation und Widerstand. Dokumentarische Texte und neue Gedichte. Vorwort von Helmut Gollwitzer. Gütersloh 1977.
- In der Nacht leuchten die Wörter. Gedichte. Berlin 1979.
- Gedichte. Spanisch und deutsch (= BS. Band 705). Suhrkamp, Frankfurt am Main 1980, ISBN 3-518-01705-5.
- Das poetische Werk. 9 Bände. Wuppertal 1985–1989.
- Wir sind Sternenstaub. Neue Gedichte und Auswahl aus dem Werk. Wuppertal 1993, ISBN 3-87294-537-8.
- Gesänge des Universums – Cántico Cósmico. 2 Bände. Wuppertal 1995, ISBN 3-87294-549-1.
- Mit Liebe füllen diesen blauen Planeten. Wuppertal 1998, ISBN 3-87294-804-0.
- Erinnerungen. 3 Bände:
  - 1: Verlorenes Leben. Wuppertal 1998, ISBN 3-87294-803-2.
  - 2: Die Jahre in Solentiname. Wuppertal 2002, ISBN 3-87294-917-9.
  - 3: Im Herzen der Revolution. Wuppertal 2004, ISBN 3-7795-0013-2.
- Aus Sternen geboren. Das poetische Werk. 2 Bände. Wuppertal 2012, ISBN 978-3-7795-0416-0.